# Valentim Fagundes de Meneses
Valentim Fagundes de Meneses, M.S.C. (Agualva, 22 de julho de 1953) é um prelado católico português com atuação no Brasil, bispo de Balsas.

## Biografia
Concluiu seus estudos de Filosofia na Pontifícia Universidade Católica de Campinas e de Teologia na Pontifícia Faculdade de Teologia Nossa Senhora da Assunção, em São Paulo.
Em 2 de fevereiro de 1979, ele fez sua profissão religiosa na Congregação dos Missionários do Sagrado Coração de Jesus, foi ordenado diácono em 9 de maio e presbítero em 2 de julho de 1982.
Participou ativamente da fundação das missões MSC em El Salvador (1988) e de Quito (2002 a 2007).
Até o momento de sua nomeação para bispo da Diocese de Balsas, exercia a função de Superior Provincial dos Missionários do Sagrado Coração da Província do Rio de Janeiro, com sede em Juiz de Fora, e presidente da Conferência Latino-Americana dos Missionários do Sagrado Coração.
Em 29 de julho de 2020, foi nomeado pelo Papa Francisco como bispo de Balsas, em sucessão ao falecido bispo Enemésio Angelo Lazzaris, F.D.P..
A ordenação episcopal ocorreu em 26 de setembro, às 9h. A cerimônia foi realizada na Paróquia Nossa Senhora do Sagrado Coração, na Praça Seca, no Rio de Janeiro. Os bispos ordenantes foram Dom Pedro José Conti, Bispo de Macapá, Dom José Carlos Brandão Cabral, Bispo de Almenara e Dom Antônio Carlos Cruz Santos, M.S.C., Bispo de Caicó.